# 阿尔山 (奥地利)
阿尔山（德語：Arlberg，德語發音：[ˈaʁlˌbɛʁk] ⓘ）是奥地利福拉尔贝格州与蒂罗尔州之间的山块。最高峰为瓦盧加山，高度为2,811（9,222英尺）。福拉尔贝格州（Vorarlberg）即得名于此，意为“阿尔山前”。